# 肌联蛋白
肌联蛋白（源自古希臘神話中的泰坦，形容其結構的巨大程度。又稱 connectin），又稱肌巨蛋白，化学式为：C169719H270374O52238N45688S911，是人体中由肌联蛋白基因（TTN）编码的蛋白质。肌联蛋白是人体内已知最巨大的蛋白质，为肌肉收缩的弹性元件。它由244个结构域以及之间的肽序列连接组成。这些结构域在蛋白拉伸时去折叠，而在张力去除后重新折叠。
肌联蛋白是人体内最大的蛋白质（注：已知最大的蛋白质已由PKZILLA-1 巨型聚酮合酶取代），同时肌联蛋白基因也拥有已知的单基因中最多的外显子（363个）。
肌联蛋白对横纹肌的收缩很重要，它横跨肌节从Z线到M线的区域，同粗肌丝的装配和位置固定有关。在这个基因的突变能引起肌肉疾病，例如肢带型肌营养不良。
分子式与分子量

肌联蛋白标准序列分子式为（注：基於UniProt規範序列計算，计算结果均未考虑任何带注释的翻译后修饰。）
C169719H270466O52238N45688S911
（注釋：包含所有外显子的最大變體：C₁₄₉₇₁₉₃H₂₃₀₃₉₁₆O₄₄₄₂₁₆N₄₀₈₆₅₂S₃₂₅₁）
成熟形式的肌聯蛋白分子式为（仅考虑二硫键等固定修饰，基于标准序列计算）：C169719H270374O52238N45688S911
磷酸化肌联蛋白分子式为：C169719H270389O52283N45688S911P15
包含糖基的肌聯蛋白分子式為（糖基化肌聯蛋白）：C170059H271046O52568N45708S911P20
分子量：3,817,563 Da（糖基化：3,826,831 Da）

## 另見
- 名稱獨特的化學物質列表